# St. Stephanus (Wyhra)

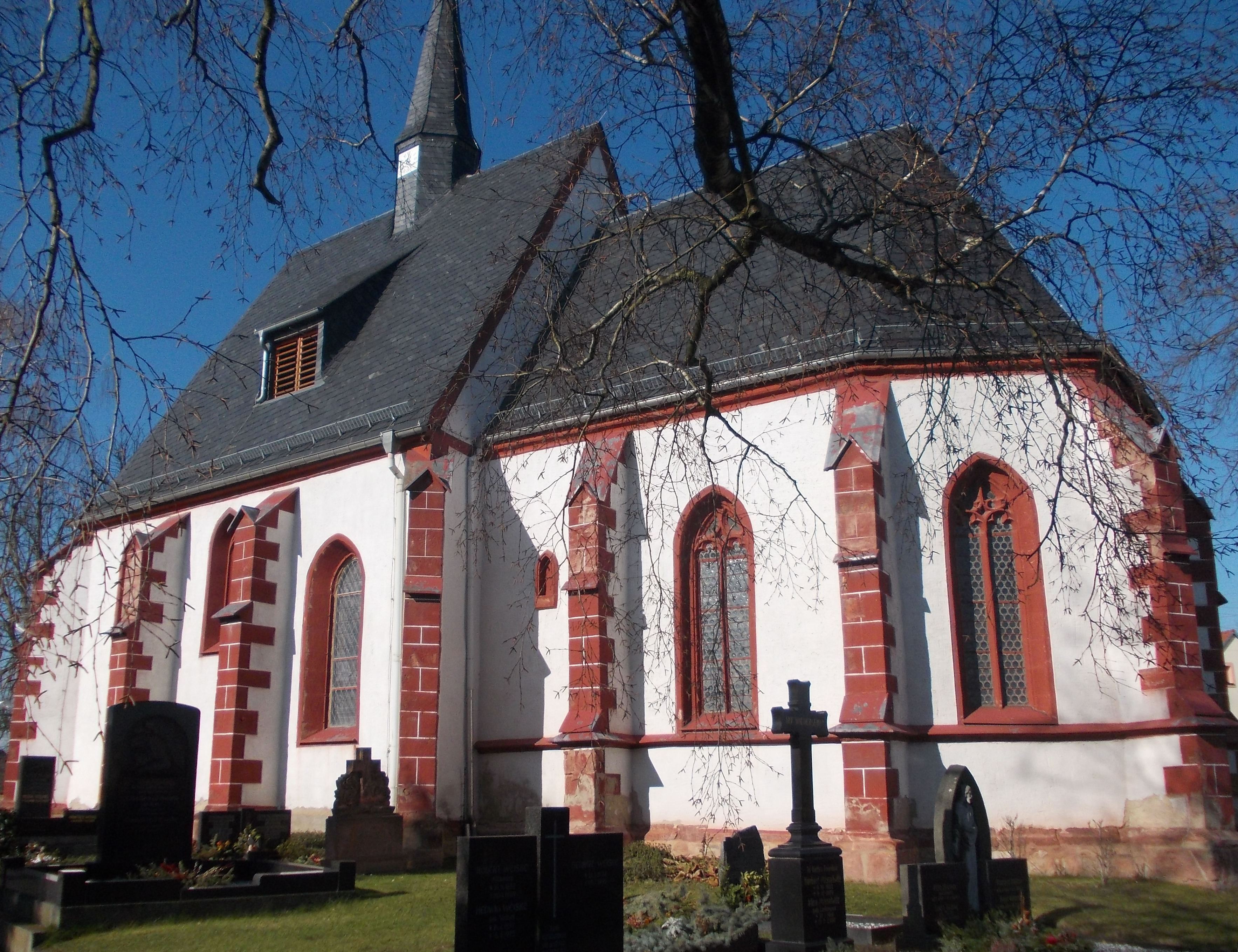
St. Stephanus (Wyhra)

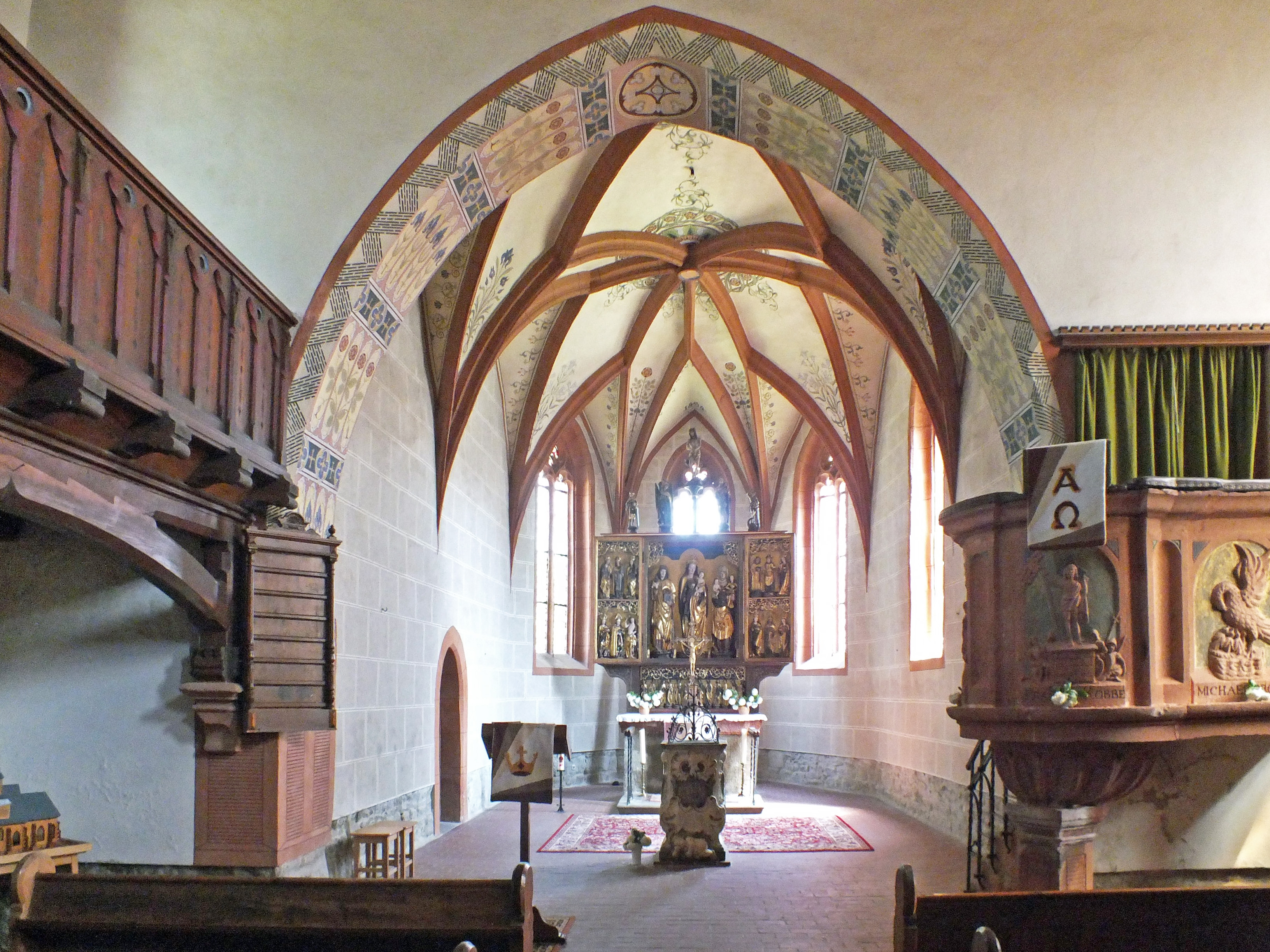
Innenansicht nach Osten

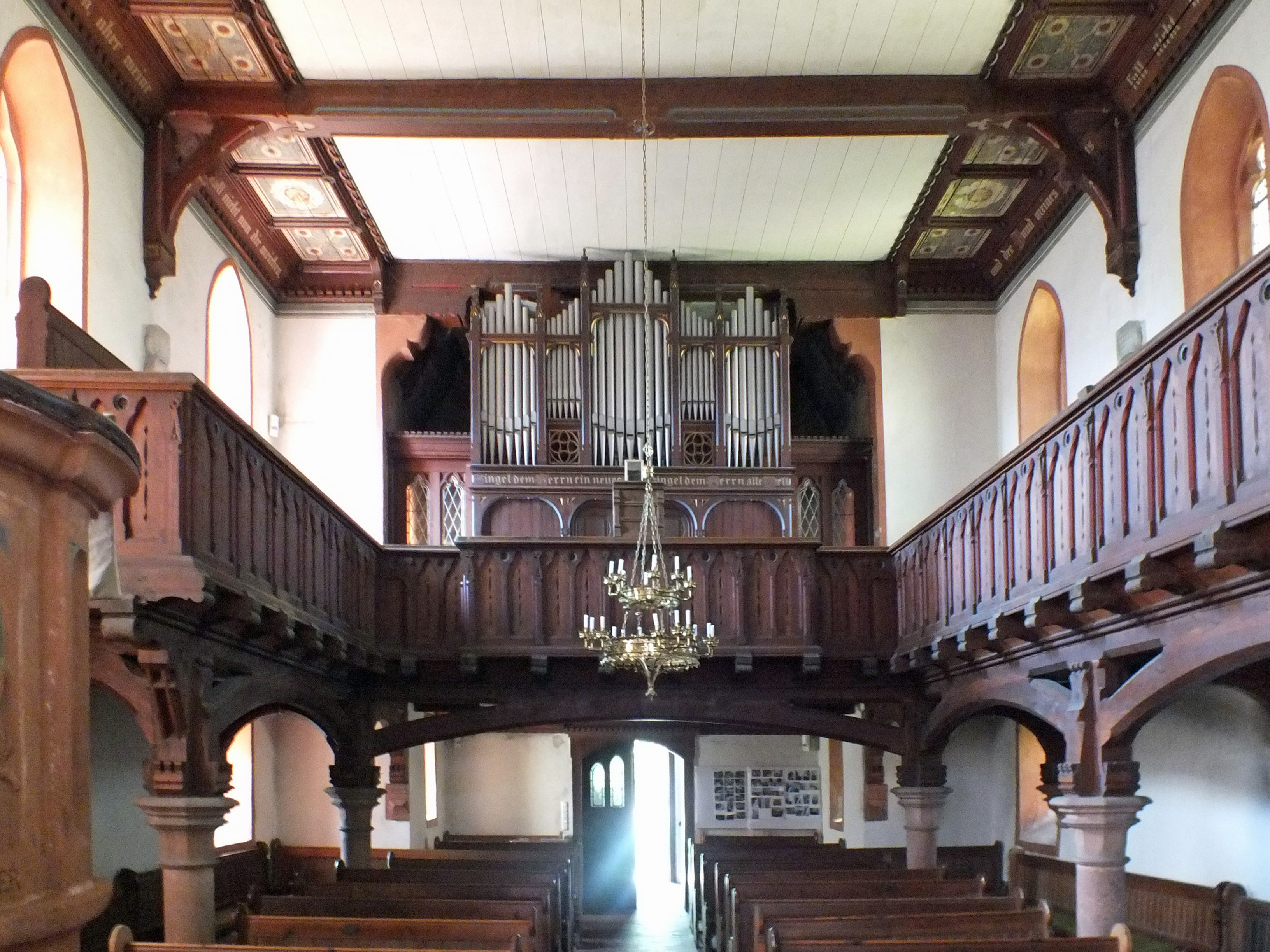
Innenansicht zur Orgel

Die evangelische Kirche St. Stephanus ist eine gotische Saalkirche im Ortsteil Neukirchen-Wyhra von Borna im Landkreis Leipzig in Sachsen. Sie gehört zum Kirchspiel Kohrener Land-Wyhratal im Kirchenbezirk Leipziger Land der Evangelisch-Lutherischen Landeskirche Sachsens. Namensgeber der Kirche ist der frühchristliche Diakon Stephanus. 

## Geschichte und Architektur
Die turmlose gotische Saalkirche stammt nach einer Inschrift am Chorstrebepfeiler aus dem Jahr 1454. An Stelle eines ursprünglich geplanten Gewölbes wurde im Saal vermutlich in der Mitte des 16. Jahrhunderts eine Flachdecke eingezogen. Eine Renovierung erfolgte in den Jahren 1893/94 durch Julius Zeißig. Der frühere Dachreiter wurde im Jahr 1974 demontiert, dann folgte eine Restaurierung bis zum Jahr 1991.
Das Innere ist von den schweren Formen der historistischen Umgestaltung geprägt: eine Kassetten-Balkendecke auf Knaggen, Emporen sind an den Seiten auf Porphyrstützen eingebaut, die an der Südostecke für Langfenster mit einer Lutherdarstellung unterbrochen sind. Der spitzbogige Triumphbogen führt zum Chor, der mit einem Springrauten-Rippengewölbe geschlossen ist.

## Ausstattung
Das Hauptstück der Ausstattung ist ein zweifach wandelbarer spätgotischer Schnitzaltar, der auf das Jahr 1511 datiert ist; die Figuren werden dem in Altenburg tätigen Meister des Nenkersdorfer Altars zugeschrieben. In der Predella ist Christus mit den Aposteln, im Schrein Stephanus, die Madonna mit Kind und Anna selbdritt dargestellt (das Schleierwerk ist teilweise verloren). Auf den Flügeln sind die Heiligen Dorothea, Wolfgang, Barbara, Katharina, Martin und Sebastian sowie Laurentius, Valentin, Ursula, eine weitere Heilige, Nikolaus und Margaretha dargestellt. Die erste Wandlung zeigt eine gemalte Darstellung der Dornenkrönung, die Kreuzigung, die Verkündigung, die Anbetung der Könige, die Geburt, die Flucht nach Ägypten, die Geißelung und die Kreuzigung, jeweils mit stimmungsvollen Landschaftshintergründen. Die zweite Wandlung zeigt vier beschädigte Darstellungen der Stephanuslegende.
Die große Kanzel aus Porphyrtuff ist mit Inschriften der Stifternamen und Reliefdarstellungen der Taufe Christi, der Auferstehung und des sich seinen Jungen opfernden Pelikans aus dem Jahr 1597 geschmückt. Die Sandsteintaufe ist mit Rocaillekartuschen und einem Putto verziert und stammt aus dem Jahr 1777.
Die Orgel mit neugotischem Wimpergprospekt ist ein Werk von Richard Kreutzbach aus dem Jahr 1894 mit 12 Registern auf zwei Manualen und Pedal.